# Linea JR Kyōto
La linea JR Kyōto (JR京都線?, JR Kyōto sen) è la porzione della linea principale Tōkaidō che collega le stazioni di Kyōto e Ōsaka. La linea fa parte dei servizi suburbani dell'area metropolitana di Osaka ed è mantenuta e gestita dalle ferrovie West Japan Railway Company (JR West).
La Linea Kyoto opera in combinazione con le linee Biwako e JR Kobe, e offre servizi integrati anche verso le linee Kosei e JR Takarazuka.

## Servizi ferroviari
I treni suburbani sono classificati in tre categorie:
- Servizio rapido speciale (新快速 Shin-Kaisoku)
  - Servizio continuo con treni provenienti dalle linee Biwako e Kosei. I convogli fermano alle stazioni di Kyōto, Takatsuki, Shin-Ōsaka, e Ōsaka. Continuano quindi da Ōsaka sulla linea JR Kōbe fino a Himeji e oltre. Vengono usate le Electric multiple unit (EMU) della serie 223. Durante il giorno i treni partono ogni 15 minuti e il tempo di percorrenza fra Kyōto e Ōsaka è di 28 minuti.
- Servizio rapido(快速 Kaisoku)
  - Servizio continuo con i treni delle linee Biwako e Kosei. I convogli fermano a Kyōto, Nagaokakyō, Takatsuki, Ibaraki, Shin-Ōsaka, e Ōsaka. Dopo la mattina i treni fermano anche in tutte le stazioni fra Kyoto e Takatsuki, e in questa sezione offrono lo stesso servizio dei treni locali. I treni continuano da Osaka sulla linea JR Kōbe fino a Himeji e oltre. Vengono usate le EMU della serie 223.
- Servizio Locale (普通 Futsū)
  - Servizio da Kyōto a Nishi-Akashi sulla linea JR Kōbe, e da Takatsuki a Shin-Sanda sulla linea JR Takarazuka. Vengono usate le EMU della serie 321 e 207.

Oltre a questi tre servizi suburbani, la linea è anche percorsa da treni a lunga distanza, che collegano la regione di Kyoto-Osaka con l'Aeroporto Kansai (servizio Haruka), la Regione di Hokuriku (treni Thunderbird e Raichō) e altre aree. Anche i treni merci usano questa linea, ad eccezione dell'aria vicino alla stazione di Ōsaka dove degli appositi binari li separano dal traffico passeggeri.

## Stazioni
I treni locali fermano in tutte le stazioni. Il servizio rapido è indicato come "●" (tutto il giorno) e "◎" (tranne la mattina). I Servizi Rapidi Speciali sono indicati con "◆".
| Stazione                                                          | Stazione | km   | Ferma                                      | Ferma                                      | Interscambi | Posizione          | Posizione |
| ----------------------------------------------------------------- | -------- | ---- | ------------------------------------------ | ------------------------------------------ | --- | ------------------ | --------- |
| Servizio proveniente dalla Linea Biwako e la Linea Kosei          |          |      |                                            |                                            | |                    |           |
| Kyoto                                                             | 京都     | 0.0  | ●                                          | ◆                                          | JR Central: Tōkaidō Shinkansen JR West: Linea Biwako, Linea principale San'in, Linea Nara, Linea Kosei Ferrovie Kintetsu: Linea Kintetsu Kyōto Metropolitana di Kyoto: Linea Karasuma | Shimogyō-ku, Kyoto | Kyoto     |
| Kyoto Scalo                                                       | 京都貨物 | 1.8  | (Scalo merci)                              | (Scalo merci)                              | (Scalo merci) | Shimogyō-ku, Kyoto | Kyoto     |
| Nishiōji                                                          | 西大路   | 2.5  | ◎                                          | \|                                         | | Minami-ku, Kyoto   | Kyoto     |
| Katsuragawa                                                       | 桂川     | 5.3  | ◎                                          | \|                                         | | Minami-ku, Kyoto   | Kyoto     |
| Mukōmachi                                                         | 向日町   | 6.4  | ◎                                          | \|                                         | | Mukō               | Kyoto     |
| Nagaokakyō                                                        | 長岡京   | 10.1 | ●                                          | \|                                         | | Nagaokakyō         | Kyoto     |
| Yamazaki                                                          | 山崎     | 14.1 | ◎                                          | \|                                         | | Ōyamazaki          | Kyoto     |
| Shimamoto                                                         | 島本     | 16.3 | ◎                                          | \|                                         | | Shimamoto          | Osaka     |
| Takatsuki                                                         | 高槻     | 21.6 | ●                                          | ◆                                          | | Takatsuki          | Osaka     |
| Settsu-Tonda                                                      | 摂津富田 | 24.5 | \|                                         | \|                                         | | Takatsuki          | Osaka     |
| Ibaraki                                                           | 茨木     | 28.2 | ●                                          | \|                                         | | Ibaraki            | Osaka     |
| Senrioka                                                          | 千里丘   | 31.1 | \|                                         | \|                                         | | Settsu             | Osaka     |
| Suita (interconnessione)                                          | 吹田(信) | 32.7 | (Interconnessione(shingōjō) a Ōsaka scalo) | (Interconnessione(shingōjō) a Ōsaka scalo) | (Interconnessione(shingōjō) a Ōsaka scalo) | Suita              | Osaka     |
| Kishibe                                                           | 岸辺     | 32.8 | \|                                         | \|                                         | | Suita              | Osaka     |
| Suita                                                             | 吹田     | 35.2 | \|                                         | \|                                         | | Suita              | Osaka     |
| Higashi-Yodogawa                                                  | 東淀川   | 38.3 | \|                                         | \|                                         | | Yodogawa-ku, Osaka | Osaka     |
| Shin-Ōsaka                                                        | 新大阪   | 39.0 | ●                                          | ◆                                          | Tōkaidō Shinkansen, Sanyō Shinkansen, Metropolitana Linea Midōsuji | Yodogawa-ku, Osaka | Osaka     |
| Ōsaka                                                             | 大阪     | 42.8 | ●                                          | ◆                                          | Ōsaka: Linea JR Kōbe, Linea Circolare di Ōsaka, Linea Fukuchiyama Linea Kitashinchi: Linea JR Tōzai Umeda: Metropolitana Midosuji, Linee Hankyū Kōbe, Takarazuka, Kyōto, Linea principale Hanshin Higashi-Umeda: Metropolitana linea Tanimachi Nishi-Umeda: Metropolitana linea Yotsubashi | Kita-ku, Osaka     | Osaka     |
| Il servizio continua sulla Linea JR Kōbe e la Linea JR Takarazuka |          |      |                                            |                                            | |                    |           |